# Hessentag 1991
Der Hessentag 1991 fand vom 14. bis 23. Juni 1991 in Lorsch statt. Der damalige hessische Ministerpräsident Hans Eichel eröffnete den Hessentag, unterstützt vom Hessentagspaar Christiane Schenkel und Klaus Heger. Den Zuschlag zur Ausrichtung des Landesfests erhielt Lorsch überraschend, weil Erbach 1989 kurzfristig abgesagt hatte.
Während der zehn Tage kamen eine halbe Million Menschen nach Lorsch, auch um einen der zahlreichen Auftritte beispielsweise der Rodgau Monotones oder der Wildecker Herzbuben zu erleben. Als Fest der kurzen Wege gruppierten sich Landesausstellung, Hessentagstraße, die Aktionsbühnen und das Weindorf rund um die Lorscher Königshalle, die später im gleichen Jahr in die Liste des UNESCO-Welterbes aufgenommen wurde.